# T. Texas Tyler
T. Texas Tyler (* 20. Juni 1916 in Mena, Arkansas als David Luke Myrick; † 23. Januar 1972 in Springfield, Missouri) war ein US-amerikanischer Country-Musiker und Songwriter.

## Leben
Myrick wurde als jüngster von drei Brüdern in ärmlichen Verhältnissen geboren. Die achte Klasse brach er ab, um bei der Hausarbeit zu helfen. 1932 zog er zu seinem Bruder nach Newport (Rhode Island). Der junge Mann begann seine Karriere 1935 unter dem Namen Ozark Mountain Dave in der Radiosendung von Major Bowes. Bowes hatte jedoch ein Problem mit Myricks Künstlernamen. Aus den Filmcowboys Tom Mix und Tim Tyler entstand der neue Künstlername T.Texas Tyler. 1942 heiratete der Musiker in Huntington (West Virginia) die fünf Jahre jüngere Claudia Forster.
1945 spielte Tyler neben Red Murell, Merle Travis, Cliffie Stone und Tex Atchison als Mitglied der Gruppe The Six Westernaires, mit denen er für Black & White Records einige Aufnahmen im Country-Boogie-Stil aufnahm. 1948 nahm Tyler The Deck of Cards für 4 Star Records auf. Der Titel erzählt die Geschichte eines Soldaten aus dem Zweiten Weltkrieg, der erklärt, wie ihm ein Satz Spielkarten als Bibel, Almanach und Gebetbuch dient und wurde Tylers größter Hit.
Tyler trat mehrfach in der Grand Ole Opry und dem Louisiana Hayride auf, er hatte einen Kurzauftritt in dem Western Horsemen of the Sierras und moderierte 1949 mit The Range Round Up eine beliebte TV-Show in Los Angeles. 1948 trat er als bis dato jüngster Country-Musiker in der Carnegie Hall auf.
Mitte der 1950er Jahre litt Tyler an Drogen– und Alkoholproblemen. Im September 1957 wurde Tyler nach einem Konzert mit Hank Snow in San Antonio, Texas, wegen Besitz von 45 Marihuanazigaretten verhaftet und zu fünf Jahren auf Bewährung verurteilt. Nach dem Tod seiner Frau Claudia im Jahr 1968 heiratete Tyler 1970 erneut und ließ sich in Springfield (Missouri), nieder, wo er sich in einer örtlichen Gemeinde als Priester ausbilden ließ. Tyler starb am 23. Januar 1972 an Magenkrebs.

## Diskografie

### Singles
- 1948: Deck of Cards / Sweet Thing
- 1948: Dad gave my Dog away / Beautiful Life
- 1948: Dead Ashes / New Baby Doll
- 1948: God put a Rainbow in the Sky / If I could hear my Mother pray again
- 1949: My Bucket's Got a Hole in It / Cry-Baby Heart
- 1950: Chattanoogie Shoe Shine Boy / I love you Because
- 1953: He done her wrong / Much more than the Rest

### Alben
- 1958: Deck of Cards
- 1960: The Great Texan
- 1961: T. Texas Tyler
- 1961: Songs Along The Way
- 1962: Salvation
- 1962: Great Old Favorites
- 1966: The Man with a Million Friends